# Richard Schunke
Richard Hernán Schunke (ur. 26 listopada 1991 w Posadas) – argentyński piłkarz z obywatelstwem ekwadorskim występujący na pozycji środkowego obrońcy, od 2018 roku zawodnik ekwadorskiego Independiente del Valle.
Jest bratem Jonathana Schunke, również piłkarza.